# Leichtathletik-Europameisterschaften 2018/200 m der Männer

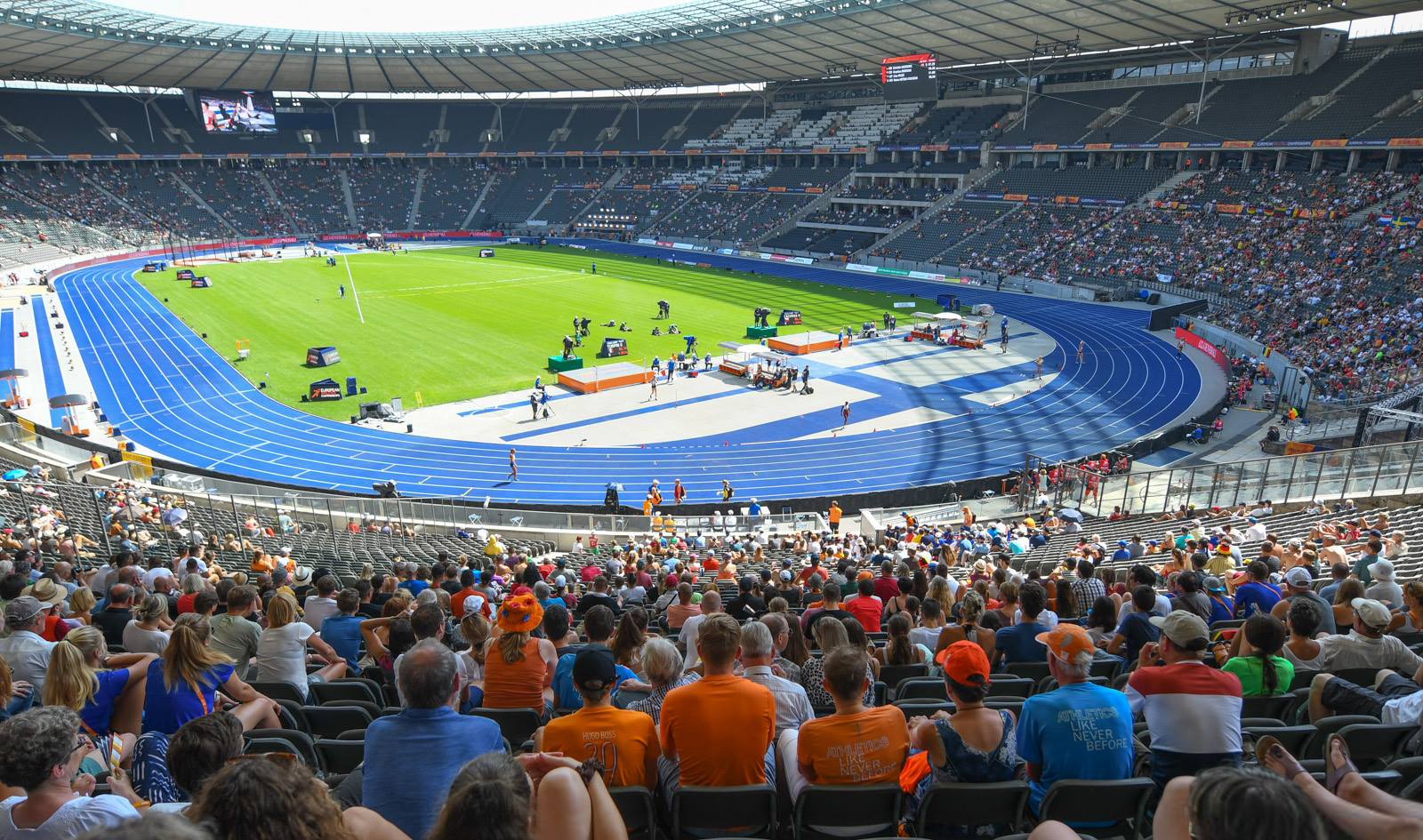
Das Berliner Olympiastadion am 9. August 2018

Der 200-Meter-Lauf der Männer bei den Leichtathletik-Europameisterschaften 2018 fand am 8. und 9. August im Olympiastadion in der deutschen Hauptstadt Berlin statt.
Europameister wurde der Türke Ramil Guliyev, der vor dem Briten Nethaneel Mitchell-Blake siegte. Der Schweizer Alex Wilson gewann die Bronzemedaille.

## Rekorde

### Bestehende Rekorde
| Weltrekord           | Usain Bolt            | 19,19 s | WM Berlin, Deutschland  | 20. August 2009    |
| Europarekord         | Pietro Mennea         | 19,72 s | Mexiko-Stadt, Mexiko    | 12. September 1979 |
| Meisterschaftsrekord | Konstantinos Kenteris | 19,85 s | EM München, Deutschland | 9. August 2002     |

### Rekordverbesserungen
Der bestehende EM-Rekord wurde verbessert und es gab einen neuen Landesrekord.
- Meisterschaftsrekord: 19,76 s – Ramil Guliyev (Türkei), Finale am 9. August bei einem Rückenwind von 0,7 m/s
- Landesrekord: 20,04 s – Alex Wilson (Schweiz), Finale am 9. August bei einem Rückenwind von 0,7 m/s

## Durchführung des Wettbewerbs
Die zehn schnellsten Sprinter der Jahresbestenliste – in den Halbfinalresultaten mit ‡ markiert – mussten in den Vorläufen noch nicht antreten. Sie waren automatisch für das Halbfinale qualifiziert und griffen erst dort in den Wettkampf ein.

## Legende
Kurze Übersicht zur Bedeutung der Symbolik – so üblicherweise auch in sonstigen Veröffentlichungen verwendet:
| CR  | Championshiprekord                                                                             |
| NR  | Nationaler Rekord                                                                              |
| SB  | Persönliche Jahresbestleistung                                                                 |
| DNS | nicht am Start (did not start)                                                                 |
| ‡   | einer der zehn schnellsten Sprinter der Jahresbestenliste (Markierung verwendet im Halbfinale) |

## Vorläufe
Aus den vier Vorläufen qualifizierten sich die jeweils drei Ersten jedes Laufes – hellblau unterlegt – und zusätzlich die beiden Zeitschnellsten – hellgrün unterlegt –  für das Halbfinale.

### Vorlauf 1

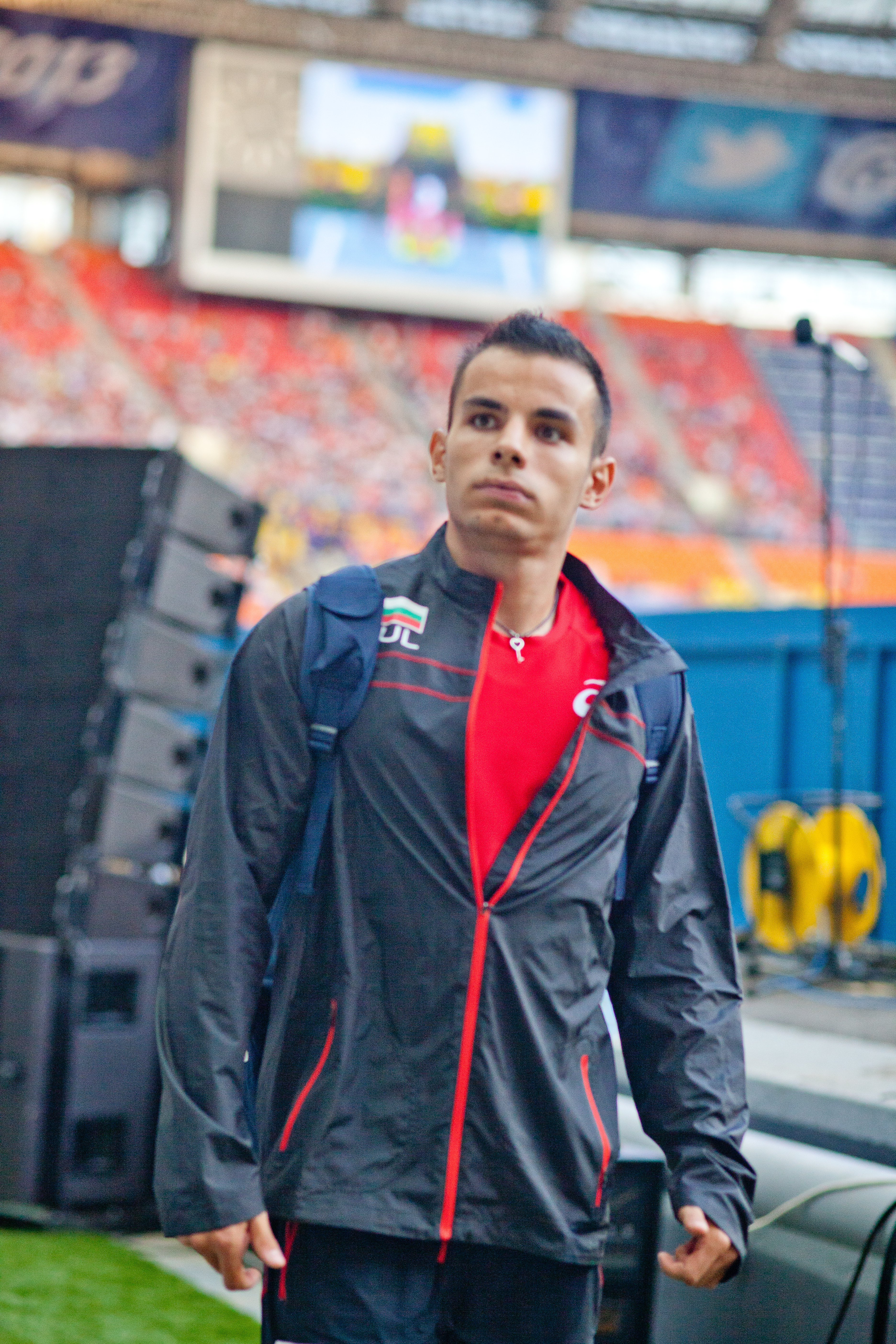
Fenis Dimitrow schied als Achter seines Vorlaufs aus

8. August 2018, 10:50 Uhr  MESZ

Wind: +0,1 m/s
| Platz | Bahn | Name               | Land        | Zeit (s) |
| ----- | ---- | ------------------ | ----------- | -------- |
| 1     | 5    | Robin Vanderbemden | Belgien     | 20,50    |
| 2     | 6    | Andrew Howe        | Italien     | 20,60    |
| 3     | 8    | Taymir Burnet      | Niederlande | 20,67    |
| 4     | 3    | Robin Erewa        | Deutschland | 20,69    |
| 5     | 1    | Pol Retamal        | Spanien     | 20,92    |
| 6     | 7    | Emil Ibrahimow     | Ukraine     | 21,29    |
| 7     | 4    | Alexandru Terpezan | Rumänien    | 21,39    |
| 8     | 2    | Denis Dimitrow     | Bulgarien   | 21,43    |

### Vorlauf 2

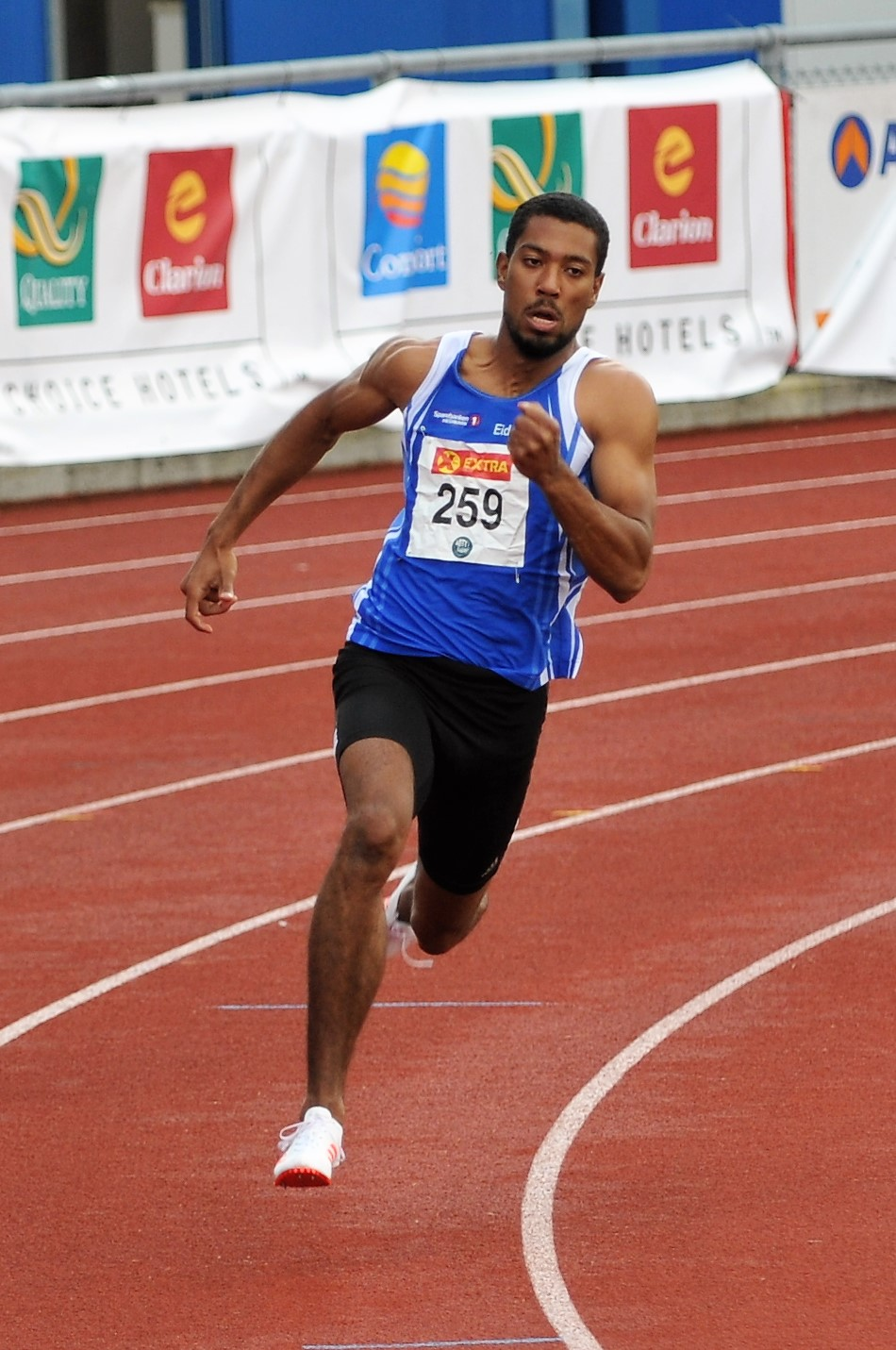
Jonathan Quarcoo erreichte als Vierter seines Vorlaufs nicht das Finale

8. August 2018, 10:58 Uhr  MESZ

Wind: −0,1 m/s
| Platz | Bahn | Name                        | Land         | Zeit (s) |
| ----- | ---- | --------------------------- | ------------ | -------- |
| 1     | 8    | Lykourgos-Stefanos Tsakonas | Griechenland | 20,49    |
| 2     | 4    | Méba-Mickaël Zézé           | Frankreich   | 20,65 SB |
| 3     | 3    | Davide Manenti              | Italien      | 20,70    |
| 4     | 7    | Jonathan Quarcoo            | Norwegen     | 20,77    |
| 5     | 2    | Marcus Lawler               | Irland       | 20,80    |
| 6     | 5    | Ionuț Neagoe                | Rumänien     | 21,21    |
| 7     | 5    | Sergio Juárez               | Spanien      | 21,33    |

### Vorlauf 3

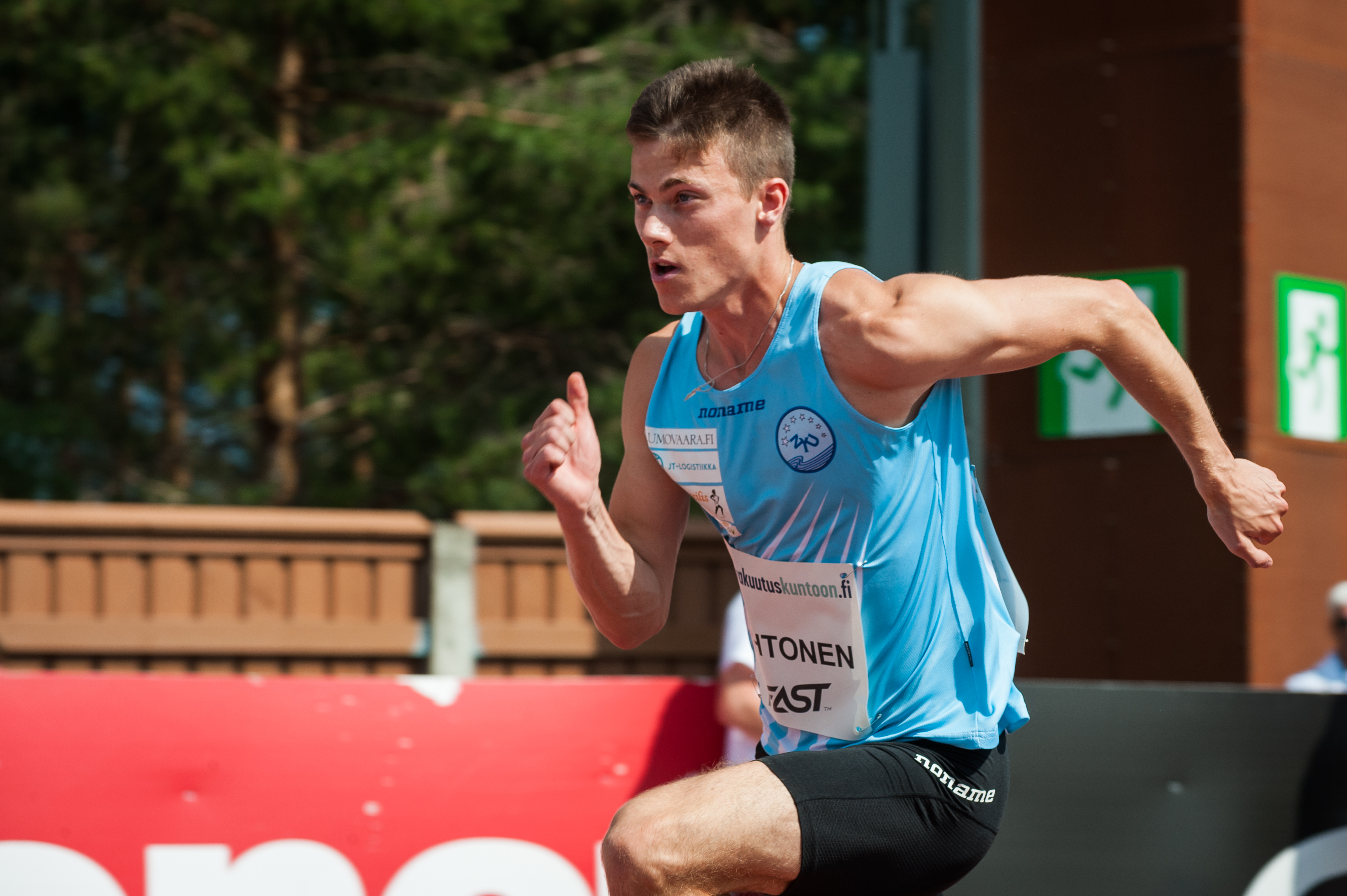
Platz fünf in seinem Vorlauf reichte Oskari Lehtonen nicht für die Finalteilnahme

8. August 2018, 11:06 Uhr  MESZ

Wind: +0,2 m/s
| Platz | Bahn | Name            | Land           | Zeit (s) |
| ----- | ---- | --------------- | -------------- | -------- |
| 1     | 7    | Eseosa Desalu   | Italien        | 20,39 SB |
| 2     | 8    | Stuart Dutamby  | Frankreich     | 20,64    |
| 3     | 6    | Delano Williams | Großbritannien | 20,89    |
| 4     | 2    | Felix Svensson  | Schweden       | 20,95    |
| 5     | 5    | Oskari Lehtonen | Finnland       | 21.06    |
| 6     | 4    | Jan Jirka       | Tschechien     | 21,15    |
| 7     | 3    | Šimon Bujna     | Slowakei       | 21,26    |

### Vorlauf 4

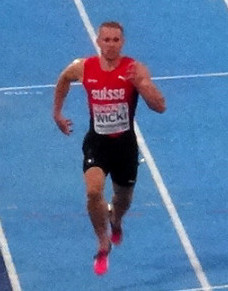
Für Silvan Wicki war Rang vier im letzten Vorlauf zu wenig für die Finalqualifikation

8. August 2018, 11:06 Uhr  MESZ

Wind: +0,2 m/s
| Platz | Bahn | Name                  | Land         | Zeit (s) |
| ----- | ---- | --------------------- | ------------ | -------- |
| 1     | 1    | Solomon Bockarie      | Niederlande  | 20,66    |
| 2     | 8    | Steven Müller         | Deutschland  | 20,78    |
| 3     | 4    | Daniel Rodríguez      | Spanien      | 20,81    |
| 4     | 5    | Silvan Wicki          | Schweiz      | 20,93    |
| 5     | 6    | Gediminas Truskauskas | Litauen      | 21,11    |
| 6     | 3    | Panagiotis Trivyzas   | Griechenland | 21,18    |
| 7     | 7    | Markus Fuchs          | Österreich   | 21,29    |
| 8     | 2    | Paisios Dimitriadis   | Zypern       | 21,31    |

## Halbfinale
Aus den drei Halbfinalläufen qualifizierten sich die jeweils beiden Ersten jedes Laufes – hellblau unterlegt – und zusätzlich die beiden Zeitschnellsten – hellgrün unterlegt – für das Finale. Die zehn Jahresschnellsten – mit ‡ markiert, die automatisch für das Halbfinale qualifiziert waren, griffen jetzt in das Geschehen ein.

### Lauf 1

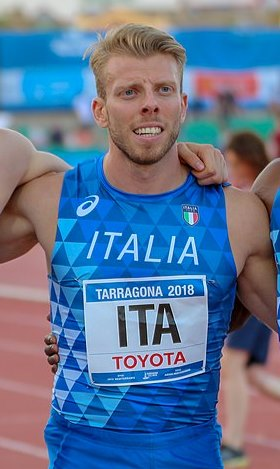
Davide Manenti – ausgeschieden als Fünfter des ersten Halbfinals

8. August 2018, 20:15 Uhr MESZ

Wind: +0,3 m/s
| Platz | Bahn | Name            | Land           | Zeit (s) |
| ----- | ---- | --------------- | -------------- | -------- |
| 1     | 4    | Ramil Guliyev ‡ | Türkei         | 20,33    |
| 2     | 3    | Leon Reid ‡     | Irland         | 20,38    |
| 3     | 5    | Ján Volko ‡     | Slowakei       | 20,58    |
| 4     | 7    | Steven Müller   | Deutschland    | 20,76    |
| 5     | 8    | Davide Manenti  | Italien        | 20,81    |
| 6     | 2    | Taymir Burnet   | Niederlande    | 20,84    |
| DNS   | 6    | Stuart Dutamby  | Frankreich     |          |
| DNS   | 1    | Delano Williams | Großbritannien |          |

### Lauf 2

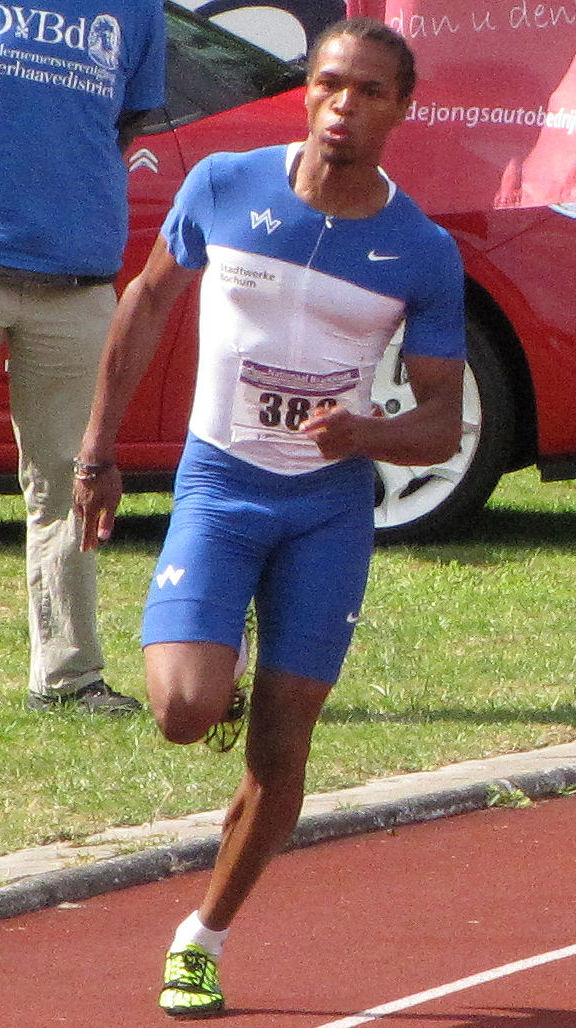
Chancenlos war Robin Erewa im Halbfinale und scheiterte als Letzter seines Rennens

8. August 2018, 20:23 Uhr MESZ

Wind: +0,3 m/s
| Platz | Bahn | Name                        | Land           | Zeit (s) |
| ----- | ---- | --------------------------- | -------------- | -------- |
| 1     | 4    | Bruno Hortelano ‡           | Spanien        | 20,29    |
| 2     | 6    | Eseosa Desalu               | Italien        | 20,35 SB |
| 3     | 5    | Adam Gemili ‡               | Großbritannien | 20,46    |
| 4     | 2    | Méba-Mickaël Zézé           | Frankreich     | 20,49 SB |
| 5     | 3    | Churandy Martina ‡          | Niederlande    | 20,51    |
| 6     | 5    | Lykourgos-Stefanos Tsakonas | Griechenland   | 20,54    |
| 7     | 7    | Robin Vanderbemden          | Belgien        | 20,62    |
| 8     | 1    | Robin Erewa                 | Deutschland    | 20,79    |

### Lauf 3

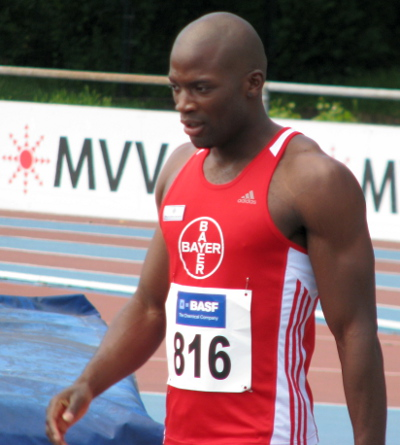
Auch Aleixo-Platini Menga erreichte als Siebter seines Laufs nicht das Finale

8. August 2018, 20:31 Uhr MESZ

Wind: +0,3 m/s
| Platz | Bahn | Name                     | Land           | Zeit (s) |
| ----- | ---- | ------------------------ | -------------- | -------- |
| 1     | 4    | Alex Wilson ‡            | Schweiz        | 20,16    |
| 2     | 5    | Nethaneel Mitchell-Blake | Großbritannien | 20,35    |
| 3     | 7    | Solomon Bockarie         | Niederlande    | 20,41    |
| 4     | 3    | Serhij Smelyk ‡          | Ukraine        | 20,54    |
| 5     | 2    | Daniel Rodríguez         | Spanien        | 20,77    |
| 6     | 8    | Andrew Howe              | Italien        | 20,78    |
| 7     | 6    | Aleixo-Platini Menga ‡   | Deutschland    | 20,83    |
| 8     | 1    | Jonathan Quarcoo         | Norwegen       | 21,07    |

## Finale
9. August 2018, 21:05 Uhr MESZ

Wind: +0,7 m/s
| Platz | Bahn | Athlet                   | Land           | Zeit (s) |
| ----- | ---- | ------------------------ | -------------- | -------- |
|       | 6    | Ramil Guliyev            | Türkei         | 19,76 CR |
|       | 4    | Nethaneel Mitchell-Blake | Großbritannien | 20,04 SB |
|       | 5    | Alex Wilson              | Schweiz        | 20,04 NR |
| 4     | 3    | Bruno Hortelano          | Spanien        | 20,05    |
| 5     | 2    | Adam Gemili              | Großbritannien | 20,10 SB |
| 6     | 7    | Eseosa Desalu            | Italien        | 20,13 PB |
| 7     | 8    | Leon Reid                | Irland         | 20,37    |
| 8     | 1    | Solomon Bockarie         | Niederlande    | 20,39 SB |

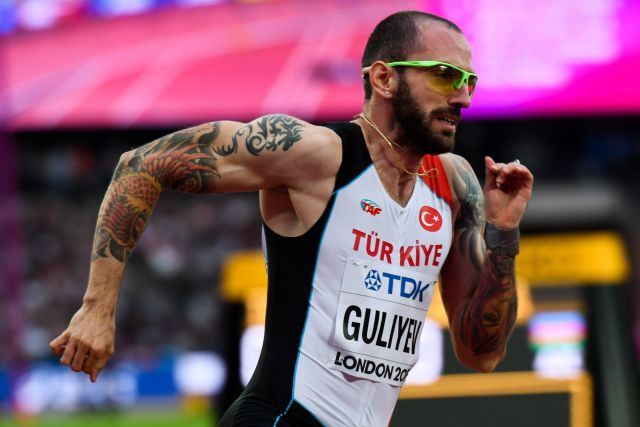
Europameister Ramil Guliyev

Klarer Favorit für dieses Finale war der türkische Weltmeister von 2017 und Vizeeuropameister von 2016 Ramil Guliyev. Zu seinen stärksten Konkurrenten gehörten der britische WM-Vierte Nethaneel Mitchell-Blake, sein Landsmann Adam Gemili als Europameister von 2014 und der spanische Titelverteidiger Bruno Hortelano. Einen sehr starken Eindruck im Halbfinale hatte darüber hinaus der Schweizer Alex Wilson hinterlassen.
Aus der Startkurve kamen drei Läufer fast gleichauf liegend auf die Zielgerade. Dies waren Guliyev, Hortelano und Gemili. Mitchell-Blake und Wilson folgten knapp dahinter und auch der Ire Leon Reid war nicht weit zurück. Auf der Zielgeraden setzte sich der Favorit Ramil Guliyev klar durch und wurde Europameister. Der Kampf um die Plätze hinter ihm ging äußerst knapp aus. Nethaneel Mitchell-Blake wurde Zweiter, zeitgleich mit ihm gewann Alex Wilson die Bronzemedaille. Nur eine Hundertstelsekunde zurück belegte Titelverteidiger Bruno Hortelano Rang vier. Adam Gemili wurde weitere fünf Hundertstelsekunden dahinter Fünfter vor dem Italiener Eseosa Desalu, der mit drei weiteren Hundertstelsekunden ebenfalls nicht weit zurücklag. Die Ränge sieben und acht belegten Leon Reid und der Niederländer Solomon Bockarie.

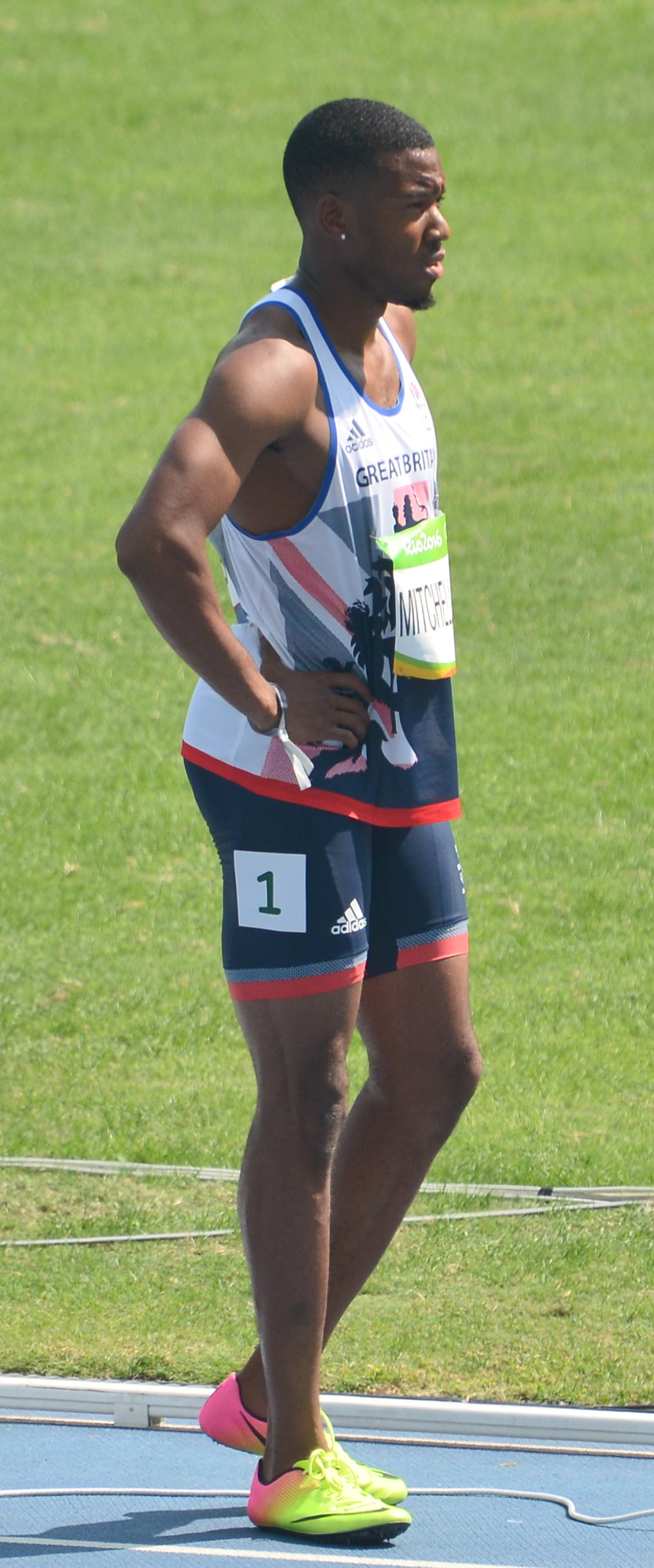
Vizeeuropameister Nethaneel Mitchell-Blake
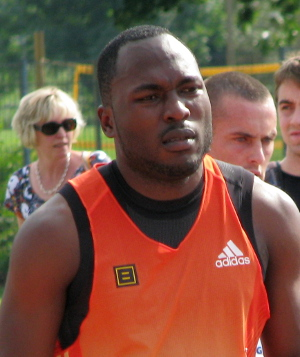
Bronzemedaillengewinner Alex Wilson
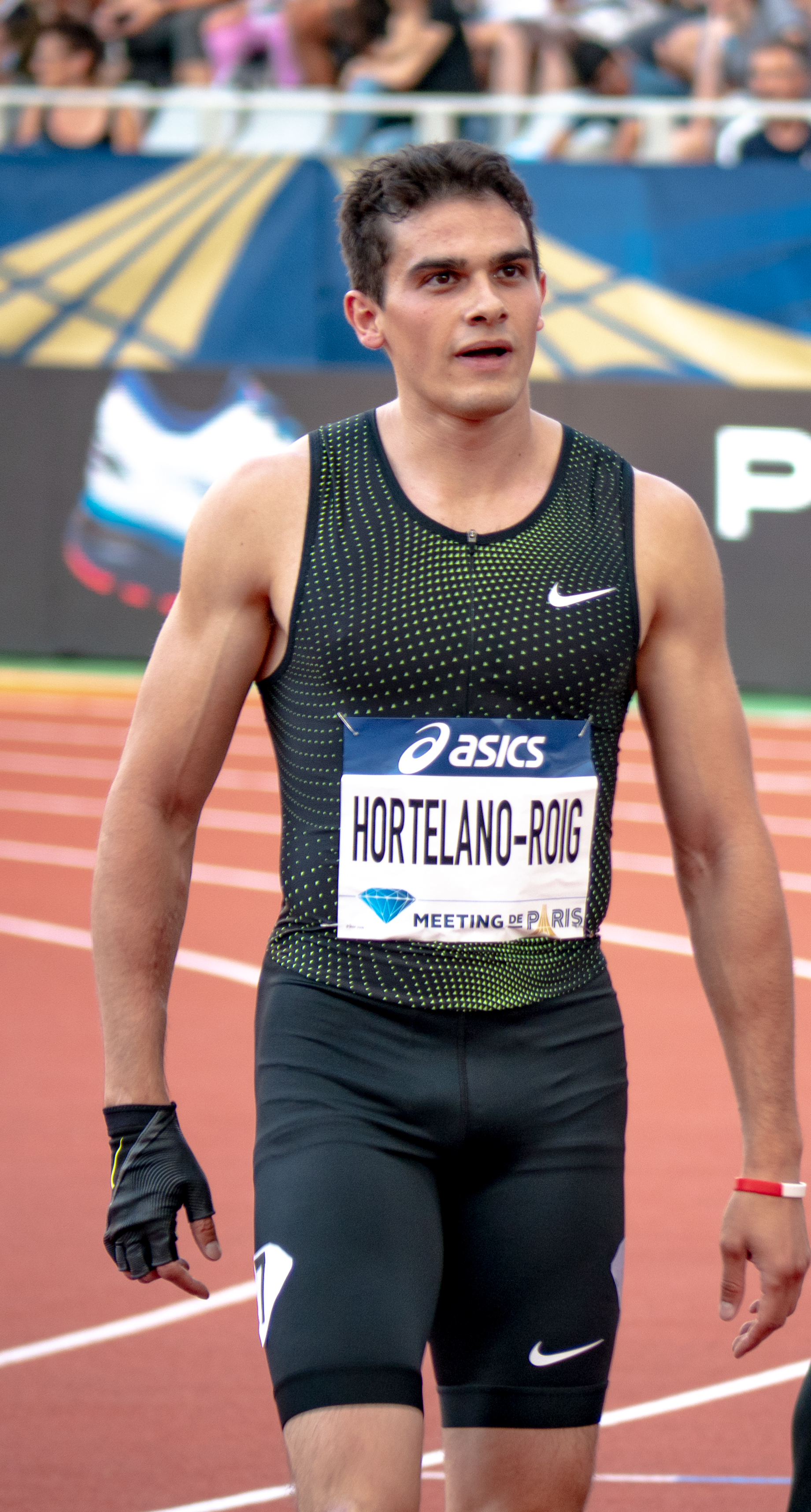
Bruno Hortelano erreichte den vierten Platz

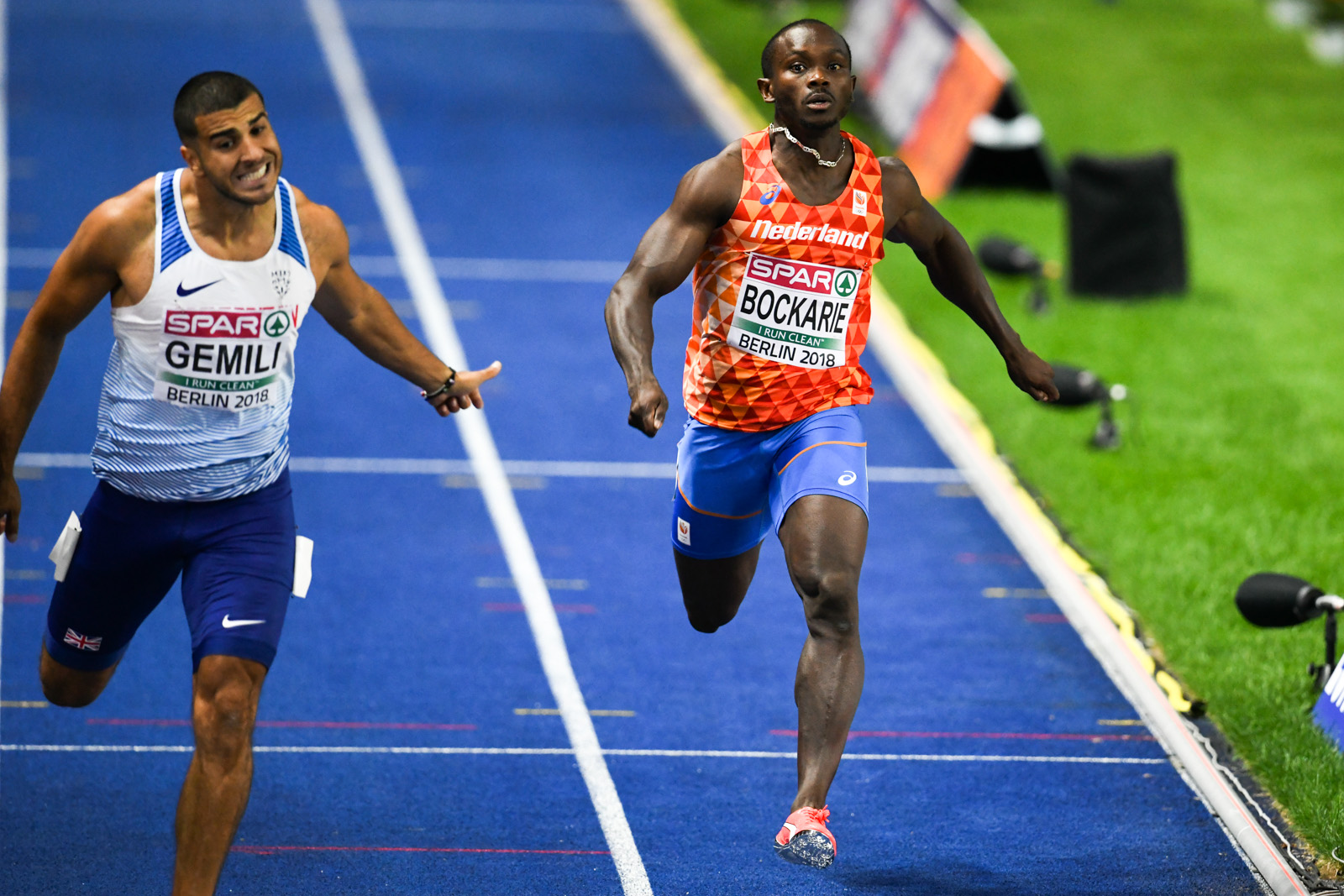
Adam Gemili (Fünfter) und Solomon Bockarie (Achter) im Ziel des 200-Meter-Finales
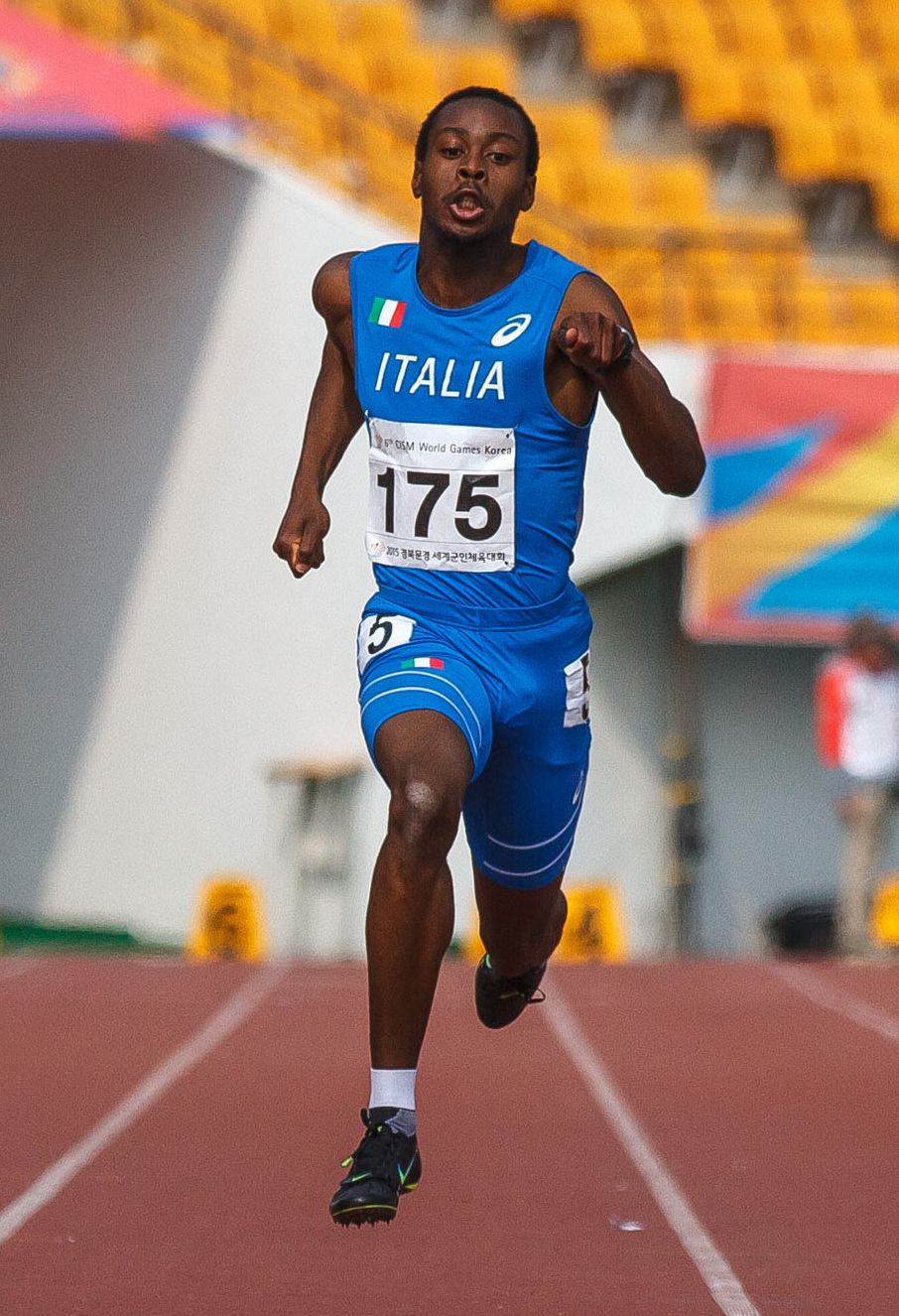
Rang sechs für Eseosa Desalu
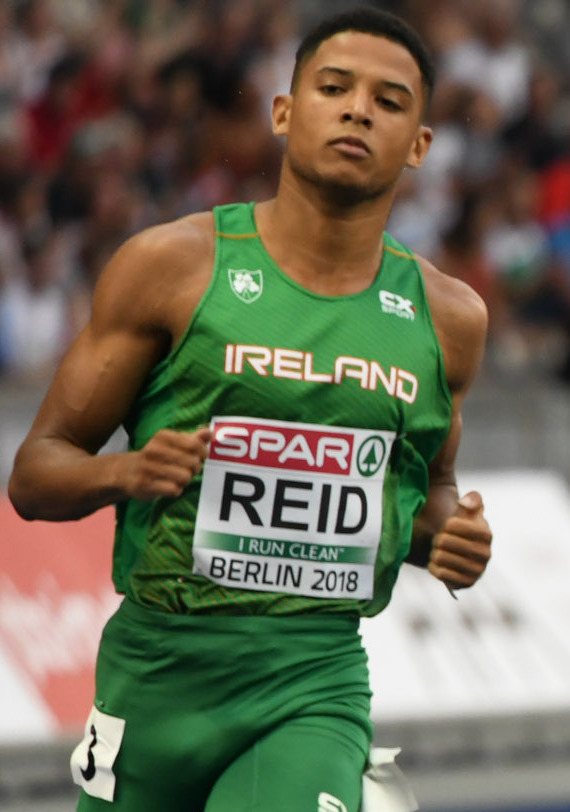
Leon Reid belegte Platz sieben